# Daniel Puder
Pour les articles homonymes, voir Puder.
Daniel Puder (né le 9 octobre 1981 à Cupertino) est un catcheur (lutteur professionnel) et un pratiquant d'arts martiaux mixtes américain.
Il se fait connaitre comme catcheur à la World Wrestling Entertainment (WWE) et participe à l'émission WWE Tough Enough en 2004 dont il est vainqueur. Il s'y fait connaitre en blessant volontairement Kurt Angle dans un match de catch. Il obtient un contrat avec la WWE et y reste jusqu'en septembre 2005.
Il se lance alors dans les arts martiaux mixtes à la Strikeforce et reste invaincu après huit combats. En parallèle, il continue à faire du catch à la Ring of Honor et à la New Japan Pro Wrestling.

## Jeunesse
Puder grandit en Californie dans la banlieue de San José. Il fait partie de l'équipe de lutte de son lycée et a comme entraineur Dan Chaid. Chaid est le finaliste des sélections américaine pour les jeux olympiques d'été de 1996 dans la catégorie poids qu'il perd face à Kurt Angle.

## Carrière de combattant d'arts martiaux mixtes
À 17 ans, il commence à s'entrainer pour être combattant d'arts martiaux mixtes auprès de Frank Shamrock, Brian Johnston et Bob Cook. Avant de commencer sa carrière de catcheur, il participe à quatre combats d'arts martiaux mixtes dont trois dans des petites fédérations. Sa première victoire majeur a lieu au Japon le 6 septembre 2003 face à Jay McCown par décision unanime.
Le 13 février 2006, la Strikeforce annonce que Puder va participer à un combat le 10 mars au cours de Strikeforce: Shamrock vs. Gracie. Il parvient à soumettre Jesse Fujarczyk avec un étranglement arrière après un peu plus d'une minute de combat. Il soumet Tom Tuggle avec un clé de bras le 9 juin en moins de 30 secondes. C'est ensuite à Mike Cook de se soumettre à Puder le 8 décembre durant la 2e reprises après un étranglement arrière.
En février 2007, la Bodog Fight annonce qu'il va affronter Michael Alden au Costa Rica le 18 février, match qui va être diffusé en juillet,. Puder met KO son adversaire en moins d'une minute après un coup de pied à la tête et plusieurs coups de poing.
En août, la Strikeforce fait signer à Puder un contrat de 18 mois pour six combats. Le 29 septembre au cours de Strikeforce - Playboy Mansion, il gagne face à Richard Dalton par décision unanime. Il doit lutter en novembre puis le 29 mars mais annule à chaque fois sa participation sans se justifier,.
En 2009, il lutte en Californie à la Call to Arms et y obtient ses deux dernières victoires d'abord en blessant Jeff Ford le 16 mai puis par décision unanime des juges le 15 août face à Mychal Clark,.
Début 2011, la Knockout Fights compte organiser un combat opposant Puder à Tank Abbott mais Puder se blesse au ménisque durant son entrainement et le match n'a pas lieu.

## Carrière de catcheur

### World Wrestling Entertainment (2004-2005)
En 2004, Puder participe au casting de WWE Tough Enough. La World Wrestling Entertainment (WWE) le garde dans le casting final.

## Palmarès en arts martiaux mixtes
| 8 combats      | 8 victoires | 0 défaites |
| Par KO         | 2           | 0          |
| Par soumission | 3           | 0          |
| Sur décision   | 3           | 0          |

| Résultat | Record | Adversaire      | Méthode                                                   | Événement                         | Date              | Round | Temps | Lieu        | Notes |
| -------- | ------ | --------------- | --------------------------------------------------------- | --------------------------------- | ----------------- | ----- | ----- | ----------- | ----- |
| Victoire | 8-0    | Mychal Clark    | Décision unanime                                          | Called Out MMA - Called Out MMA 1 | 15 août 2009      | 3     | 5:00  | Ontario     |       |
| Victoire | 7-0    | Jeff Ford       | KO technique (blessure à l'épaule)                        | Call To Arms - Call To Arms 1     | 16 mai 2009       | 1     | 1:23  | Ontario     |       |
| Victoire | 6-0    | Richard Dalton  | Décision unanime                                          | Strikeforce - Playboy Mansion     | 29 septembre 2007 | 3     | 5:00  | Los Angeles |       |
| Victoire | 5-0    | Michael Alden   | KO technique (coup de pied au visage puis coups de poing) | Bodog Fight - Costa Rica Combat   | 18 février 2007   | 1     | 0:45  | Costa Rica  |       |
| Victoire | 4-0    | Mike Cook       | Soumission (étranglement arrière)                         | Strikeforce - Triple Threat       | 8 décembre 2006   | 2     | 2:31  | San José    |       |
| Victoire | 3-0    | Tom Tuggle      | Soumission (clé de bras)                                  | Strikeforce - Revenge             | 9 juin 2006       | 1     | 0:28  | San José    |       |
| Victoire | 2-0    | Jesse Fujarczyk | Soumission (étranglement arrière)                         | Strikeforce - Shamrock vs. Gracie | 10 mars 2006      | 1     | 1:54  | San José    |       |
| Victoire | 1-0    | Jay McCown      | Décision unanime                                          | X - 1                             | 6 septembre 2003  | 3     | 3:00  | Yokohama    |       |